# Katrine Helmersson
Katrine Elisabeth Helmersson, född 9 februari 1958 i Enköping, död 2024, var en svensk skulptör.
Katrine Helmersson utbildade sig på Kungliga Konsthögskolan i Stockholm 1984–1990 och konstakademien i Baroda i Gujarat i Indien. Hon är representerad vid bland annat Moderna Museet i Stockholm, Skissernas museum, Norrköpings konstmuseum, Malmö museum och Göteborgs konstmuseum.
Hon fick Ragnar von Holtens stipendium 2012.  

## Offentliga verk i urval
- skulpturgrupp, 2000, stål, brons, betong och marmor, innergården till Kemiskt-biologiskt centrum på Umeå universitet
- Wallflowers, tre skulpturer i svartpatinerad brons, 2005, Linköpings universitetssjukhus